# Mishka NYC
Mishka NYC (також просто Mishka) - це американська компанія виробник повсякденного одягу також за сумістництвом звукосаписувальни лейбл. Компанія заснована в 2003 році в місті Нью-Йорк. Компанія відома своїми яскравими дизайнами, футболок, светрів, бейсболок, аксесуарів та іншого одягу. Логотип "Mishka NYC" це кровоточиве очне яблуко "Bearmop"